# Чужая компания
«Чужа́я компа́ния» — советский художественный фильм 1979 года, снятый режиссёром Сергеем Потепаловым на Киностудии им. М. Горького. Премьера состоялась 29 мая 1980 года.

## Сюжет
У Жени Синицына (Максим Данков) много приятелей, но нет друзей. Он хочет подружиться с группой, состоящей из Игоря Кротова (Валерий Воробьёв), Генки (Георгий Гиянцев) и Витьки (Михаил Глебов) — независимых, раскованных и остроумных подростков. Когда Женю допускают к этой компании, он пытается завоевать их расположение, используя шутки и розыгрыши.
В ходе совместного отдыха с друзьями на озере, организованного на несколько дней с палаткой и надувной лодкой, происходит инцидент: лодка пропадает. Женя, заподозрив незнакомого мальчика Юру (Борис Скачков) в краже, становится участником конфликта, в результате которого трое его новых товарищей жестоко избивают Юру. В дальнейшем выясняется, что лодка была спрятана самим Женей как неудачная шутка.
Осознав, что его действия привели к несправедливым последствиям для Юры, Женя решает признаться во всём, несмотря на риск отторжения со стороны друзей.

## Съёмочная группа
| Роль                            | Имя                   |
| ------------------------------- | --------------------- |
| Сценарий и постановка           | Сергей Потепалов      |
| Главный кинооператор            | Константин Арутюнов   |
| Художник-постановщик            | Альфред Таланцев      |
| Композитор                      | Алексей Рыбников      |
| Звукооператор                   | Генрих Давид          |
| Режиссёр                        | А. Пшеничная          |
| Оператор                        | Б. Нагорный           |
| Монтаж                          | Галина Угольникова    |
| Редактор                        | Людмила Голубкина     |
| Костюмы                         | Марина Томашевская    |
| Грим                            | В. Байкова            |
| Художник-декоратор              | В. Орлов              |
| Ассистенты режиссёра            | А. Сорина М. Пядеркин |
| Ассистент оператора             | А. Островский         |
| Оператор комбинированных съёмок | А. Александров        |
| Художник комбинированных съёмок | Наталья Никитина      |
| Художник-фотограф               | В. Комаров            |
| Мастер света                    | В. Пивоваров          |
| Директор съёмочной группы       | Михаил Капустин       |

## Актёры и роли
| Актёр              | Роль           |
| ------------------ | -------------- |
| Максим Данков      | Женя Синицын   |
| Борис Скачков      | Юра            |
| Валерий Воробьёв   | Игорь Кротов   |
| Георгий Киянцев    | Генка          |
| Михаил Глебов      | Виктор         |
| Владимир Гостюхин  | отец Юры       |
| Валентина Талызина | директор школы |
| Лидия Петракова    | Наташа         |
| Эйлина Гусатинская | эпизод         |
| Игорь Серебряный   | эпизод         |
| О. Кузнецова       | эпизод         |
| Д. Пайкин          | эпизод         |
| О. Бойко           | эпизод         |
| А. Колесников      | эпизод         |
| С. Ефременков      | эпизод         |

## Отзывы и рецензии
В. Алёхин («Советская культура») писал следующее: «…мысль о том, что материнская любовь и опека могут быть при определённых условиях и гибельны для становления характера, не акцентируется авторами, а может, и не имели они её в виду, а так, сама всплыла, голосом матери в телефонной трубке».
Татьяна Кукаркина («Правда») отметила, что скромный, не удивляющий художественными открытиями фильм «подкупает правдивостью и искренностью интонации». Она написала: «Дружба — это сложное чувство, у которого есть свой нравственный порог, свои испытания и свои нелёгкие обязанности. Фильм говорит об этом ненавязчиво и тактично, он словно неторопливо беседует с юным зрителем на языке его понятий».